# 2016년 LG 트윈스 시즌
2016년 LG 트윈스 시즌은 LG 트윈스가 KBO 리그에 참가한 27번째 시즌이며, MBC 청룡 시절까지 합하면 35번째 시즌이다. 양상문 감독이 팀을 이끈 3번째 시즌으로, 류제국이 주장을 맡았다. 팀은 작년과 다르게 순위 싸움에서 승리하여 10팀 중 정규시즌 4위에 올라 포스트시즌에 진출했다. 이후 와일드카드 결정전에서 KIA 타이거즈를 상대로 1차전을 내주었지만, 2차전을 끝내기로 이기며 준플레이오프에 진출했다. 준플레이오프에서는 넥센 히어로즈를 3승 1패로 꺾었으나, 플레이오프에서 NC 다이노스에게 1승 3패로 패배했다. 한국시리즈에 오르지 못할 경우 최종 순위는 정규 시즌 순위대로 유지되기 때문에 최종 순위는 4위로 유지되었다.

## 코치
- 최정우, 강상수, 경헌호, 김정민, 박종호, 서용빈, 류지현, 한혁수

## 타이틀
- U-23 야구 월드컵 동메달: 홍창기
- 성구회 헌액: 박용택, 정성훈
- 조아제약 프로야구대상 프로코치상: 강상수
- 스포츠서울 올해의 코치상: 류지현
- 한국갤럽 선정 좋아하는 국내 프로야구 선수: 이병규 (1974년) (8위)
- 준플레이오프 MVP: 오지환
- 와일드카드 결정전 MVP: 류제국
- 황금사자기 전국고교야구대회 70주년 기념 OB 올스타: 백인천 (포수), 유지홍 (1루수)
- 황금사자기 전국고교야구대회 70주년 기념 현역 올스타: 박용택 (외야수)
- 올스타전 추천선수: 신승현, 히메네스, 채은성
- 올스타전 홈런레이스 우승: 히메네스
- KBO 마케터 선정 전반기 깜짝스타: 채은성
- 컴투스프로야구2022 타이틀홀더 라인업: 박용택 (지명타자)
- 컴투스프로야구 벤치클리어링 라인업: 류제국 (중계투수)
- 컴투스프로야구 선정 대를 이은 야구선수들 라인업: 유원상
- 컴투스프로야구 선정 2017년에는 못보는 선수들: 이병규(1974년)
- 컴투스프로야구매니저 에이스 카드: 김상훈 (1루수), 류지현 (유격수), 정성훈 (3루수)
- 포지션 별 연봉 1위: 박용택 (외야수 1위), 이병규(1974년) (외야수 1위)
- 수비 WAR: 히메네스 (0.79)
- 선발등판: 소사 (33)
- 마무리등판: 임정우 (54)
- 완봉: 우규민, 류제국 (1)
- 상대한 타자 수: 소사 (870)
- 터프세이브: 임정우 (6)

### 퓨처스리그
- 아시아 윈터 베이스볼 리그 국가대표: 이영재
- 플레이어스 초이스 어워드 퓨처스리그 우수선수상: 유경국
- 퓨처스 올스타: 김대현, 박성준, 안익훈, 홍창기
- 북부리그 평균자책점: 장진용 (3.75)

## 선수단
- 선발투수: 류제국, 소사, 허프, 우규민, 임찬규, 이준형, 유경국, 이영재, 코프랜드, 장진용
- 구원투수: 김지용, 봉중근, 전인환, 최동환, 이승현, 진해수, 유재유, 윤지웅, 정현욱, 신승현, 최성훈, 이동현, 유원상
- 마무리투수: 임정우, 정찬헌, 배민관, 김대현
- 포수: 유강남, 조윤준, 정상호, 최경철, 박재욱
- 1루수: 양석환, 정성훈
- 2루수: 손주인, 황목치승, 박성준, 윤진호, 정주현
- 유격수: 오지환, 장준원, 김지성, 강승호
- 3루수: 히메네스
- 좌익수: 이병규 (1983년), 이형종, 홍창기
- 중견수: 김용의, 문선재, 안익훈, 백진우, 임훈
- 우익수: 채은성, 이천웅
- 지명타자: 박용택, 서상우, 이병규 (1974년)

## 특이 사항
- 최성훈은 2015년 이후 KBO 시범 경기에서 단일 시즌 10경기 이상 출전한 최초의 투수가 되었다.
- 신승현은 올스타전에서 1이닝 비자책 2실점 ERA 0.00으로 패전투수가 되었다.
- 오지환은 좌중간 안타 5개로 2013년 이후 규정 타석 충족 타자 중 단일 시즌 최소 기록을 세웠다.
- 이병규(1974년)는 만 40세 때부터의 누적 공격 WAR -1.51로 KBO 리그 40대 타자 통산 최저 기록을 세웠다.
- 이병규(1974년)는 만 40세 때부터의 소화 포지션 수 5개로 2013년 이후 KBO 리그 40대 타자 최다 기록을 세웠다.
- 김대현은 이 시즌까지 통산 피내야안타율 33.3%로 2013년 이후 KBO 리그 10대 투수 최고 기록을 세웠다.
- 소사는 홈경기 165피안타로 KBO 리그 역대 단일 시즌 홈경기 최다 기록을 세웠다.
- 소사는 이 시즌 258피안타로 KBO 리그 외국인 투수 최다 기록을 세웠다.
- 한국프로야구 사상 처음으로 와일드카드 결정전 1차전에서 진 정규시즌 4위 팀이 되었다.
- 김용의는 와일드카드 결정전 2차전에서 KBO 리그 와일드카드 결정전 사상 첫 결승타의 주인공이 되었다.
- 류제국은 포스트시즌에서 사구 6개를 내줘 KBO 리그 역대 단일 포스트시즌 최다 사구 기록을 세웠다.
- 서상우는 KBO 리그 사상 최초로 단일 와일드카드 결정전 타율 1.000을 달성했다.
- 류제국은 KBO 리그 사상 최초로 단일 와일드카드 결정전 100구 투구를 달성했다.